# Immortalità (poesia)

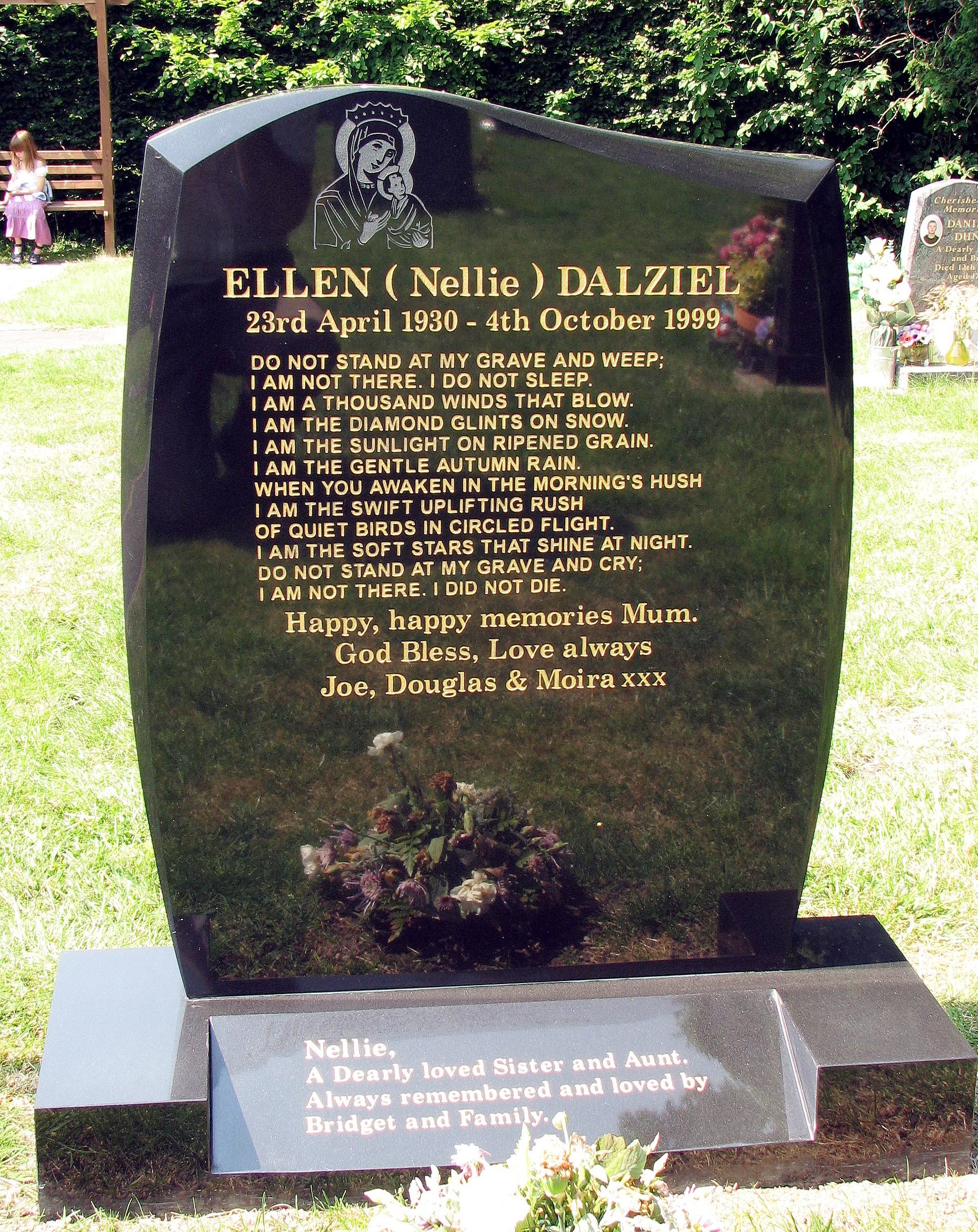
La poesia incisa su una lapide nella chiesa di Saint Peter, Wapley, in Inghilterra

Immortalità (Immortality) è una poesia sul lutto scritta da Clare Harner nel 1934. È anche nota popolarmente con i versi della prima riga ovvero "Do not stand by my grave and weep" ("Non stare accanto alla mia tomba a piangere").

## Origine
Clare Harner (1909–1977), originaria del Kansas , pubblicò per la prima volta "Immortalità" nel numero di dicembre 1934 della rivista di poesia The Gypsy. È stata scritta poco dopo la morte improvvisa del fratello. La poesia ha rapidamente guadagnato popolarità come elogio funebre ed è stata letta spesso ai funerali in Kansas e Missouri. Fu presto ristampata sul Kansas City Times e sul Kansas City Bar Bulletin.
La poesia è spesso attribuita sui siti internet a fonti anonime o errate, come le tribù dei nativi americani Hopi o Navajo. La fonte erronea ricorrente più importante fu attribuita a Mary Elizabeth Frye (1905–2004), che spesso distribuiva copie fotocopiate della poesia con il suo nome allegato. È stata citata per la prima volta erroneamente come autrice della poesia nel 1983.  Nel suo necrologio, ha affermato che la sua paternità era "indiscussa" e confermata da Dear Abby. Tuttavia, Pauline Phillips e sua figlia Jeanne Phillips, scrivendo come Abigail van Buren, hanno ripetutamente confessato ai loro lettori di non poter confermare chi avesse scritto il popolare poema.

## Versioni

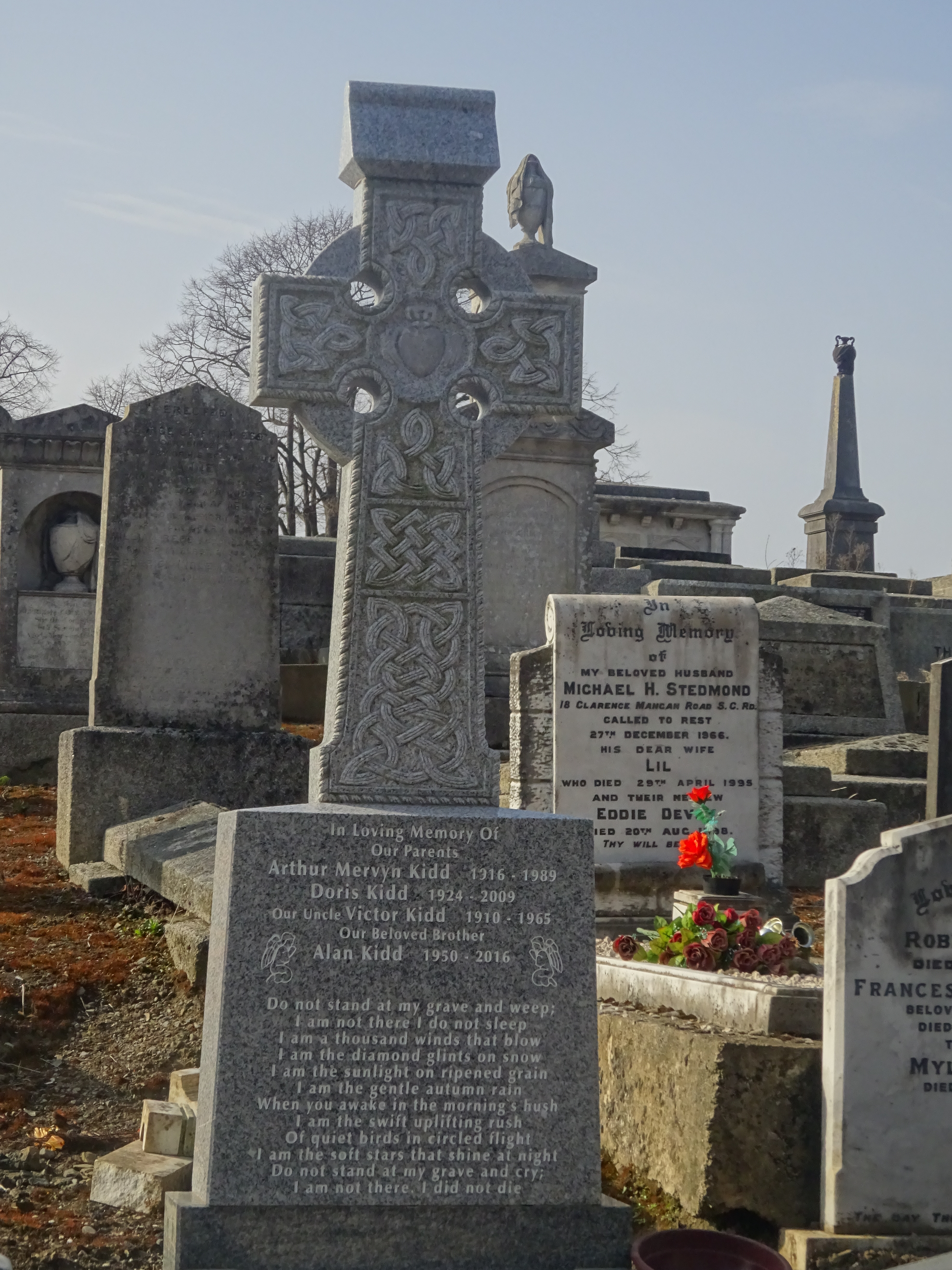
La poesia scolpita su una lapide a Mount Jerome, Dublino, Irlanda

La seguente versione è quella pubblicata su The Gypsy del dicembre 1934 (pagina 16), con il titolo "Immortalità" e seguita dal nome e dal luogo dell'autore: "CLARE HARNER, Topeka, Kan." L'indentazione e le interruzioni di riga sono come qui fornite.
By my grave, and weep.

I am not there,

I do not sleep

I am the thousand winds that blow

I am the diamond glints in snow

I am the sunlight on ripened grain,

I am the gentle, autumn rain.

As you awake with morning’s hush,

I am the swift, up-lifting rush

Of quiet birds in circled flight,

I am the day transcending night.

Do not stand

By my grave, and cry

I am not there,

I did not die.»
Presso la mia tomba a piangere.

Non sono li,

Non dormo

Sono i mille venti che soffiano,

sono i luccichii di diamante nella neve

sono la luce del sole sul grano maturo,

sono la dolce pioggia autunnale.

Mentre ti svegli con il silenzio mattutino,

io sono il rapido impeto

di uccelli silenziosi in volo circolare,

io sono il giorno che trascende la notte.

Non stare in piedi

Presso la mia tomba a piangere 

Non sono li,

Non sono morto.»
Altre versioni del poema sono apparse in seguito, di solito senza attribuzione e con alcune parole modificate.

## Nella cultura di massa
John Wayne lesse la poesia "da una fonte non specificata" il 29 dicembre 1977 al servizio funebre del regista Howard Hawks ed è una lettura comune ai funerali e alle cerimonie commemorative.
La poesia divenne nota nel Regno Unito quando fu letta dal padre di un soldato ucciso da una bomba nell'Irlanda del Nord. Il padre del soldato lesse la poesia alla radio della BBC nel 1995 in ricordo del figlio, che aveva lasciato la poesia tra i suoi effetti personali in una busta indirizzata 'A tutti i miei cari'.
Le prime quattro righe del poema sono incise su una delle pietre dell'Everest Memorial, Chukpi Lhara, nella valle di Dhugla. Il riferimento al vento e alla neve e il tema generale della poesia, l'assenza dei defunti, risuonano particolarmente con i cari di coloro che sono "scomparsi" nella catena montuosa a cui è dedicato il memoriale. È anche riprodotto sulla lapide dell'attore Charles Bronson.
Questa poesia è stata adattata come testo della canzone "Prayer" di Lizzie West.
La poesia viene letta da Lisa (interpretata da Kerry Godliman), la moglie morente del personaggio principale Tony (interpretato da Ricky Gervais ) nell'episodio finale della serie Netflix After Life.
La poesia è recitata al funerale di Sir Freddy Butler (interpretato da Joss Ackland) da Lady Annabel Butler (interpretata da Siân Phillips) nell'episodio 3 della stagione 9 di L'ispettore Barnaby.